# Полин, Сергей Васильевич
Серге́й Васи́льевич Полин (род. 1952, Киев) — советский и украинский историк и археолог, специалист в истории скифов и сарматов.

## Биография и труды
Родился в семье военнослужащих. После срочной службы в пограничных войсках СССР, в 1981 году окончил Киевский государственный университет им. Т. Г. Шевченко. В 1990 году защитил кандидатскую диссертацию «Население северопричерноморских степей в III—II вв. до н. э. (этнополитический аспект).» Старший научный сотрудник Института археологии НАНУ (1993). Член-корреспондент Германского археологического института (2010).
Специализируется в хронологии скифских и раннесарматских памятников. Около 40 лет принимает участие и ведёт самостоятельные исследования курганов различных эпох в степях Украины на территории Херсонской, Запорожской, Кировоградской, Черкасской и Днепропетровской обл. Принимал участие в раскопках Красноперекопских курганов (Архангельская Слобода, Вольная Украина, 1-й и 2-й Мордвиновские курганы), Желтокаменской Толстой Могилы, курганов возле Первомаевки, вёл раскопки скифских курганов на юге Херсонщины (Метрополь, Ново-Фёдоровка, Подовое, Новотроицкое, Сергеевка), в северо-западном Приазовье (Волчанское, Малая Терновка), на правобережье Нижнего Днепра (Золотая Балка), в окрестностях г. Орджоникидзе (в курганном окружении Чертомлыка, в группе Чередниковой Могилы, Бабиной и Кальковой могил). С 1994 г. возглавил Орджоникидзевскую экспедицию Института археологии, проводящей исследования курганов на карьерах Орджоникидзевского горно-обогатительного комбината в Днепропетровской обл. В 2004—2009 гг. провёл доисследование скифского царского Александропольского кургана.